# ليني ويبستر
ليني ويبستر (بالإنجليزية: Lenny Webster) هو لاعب كرة قاعدة أمريكي، ولد في 10 فبراير 1965 في نيو أورلينز في الولايات المتحدة.

## وصلات خارجية
- ليني ويبستر على موقعبيزبول رفرنس.كوم (الدوري الرئيسي) (الإنجليزية)
- ليني ويبستر على موقعبيزبول رفرنس.كوم (الدوري الثانوي) (الإنجليزية)